# ILLIAC III
ILLIAC III（イリアック・スリー）は、1966年、イリノイ大学が開発したSIMD型パターン認識用コンピュータである。
ILLIAC III の当初の仕事は核子を検出するための泡箱実験でイメージ処理をすることであった。後に生物学関連のイメージ処理にも活用された。
1968年、このマシンは火災で焼失している。木製作業台の上の可変変圧器がショートしたことが原因であった。1970年代初めに再建され、中核部である Pattern Articulation Unit という並列処理部分は実装できている。さらにいくつかの拡張の試みもなされたが、プロジェクトは結局中止となった。
ブルース・H・マコーミックが一貫してこのプロジェクトのリーダーであった。

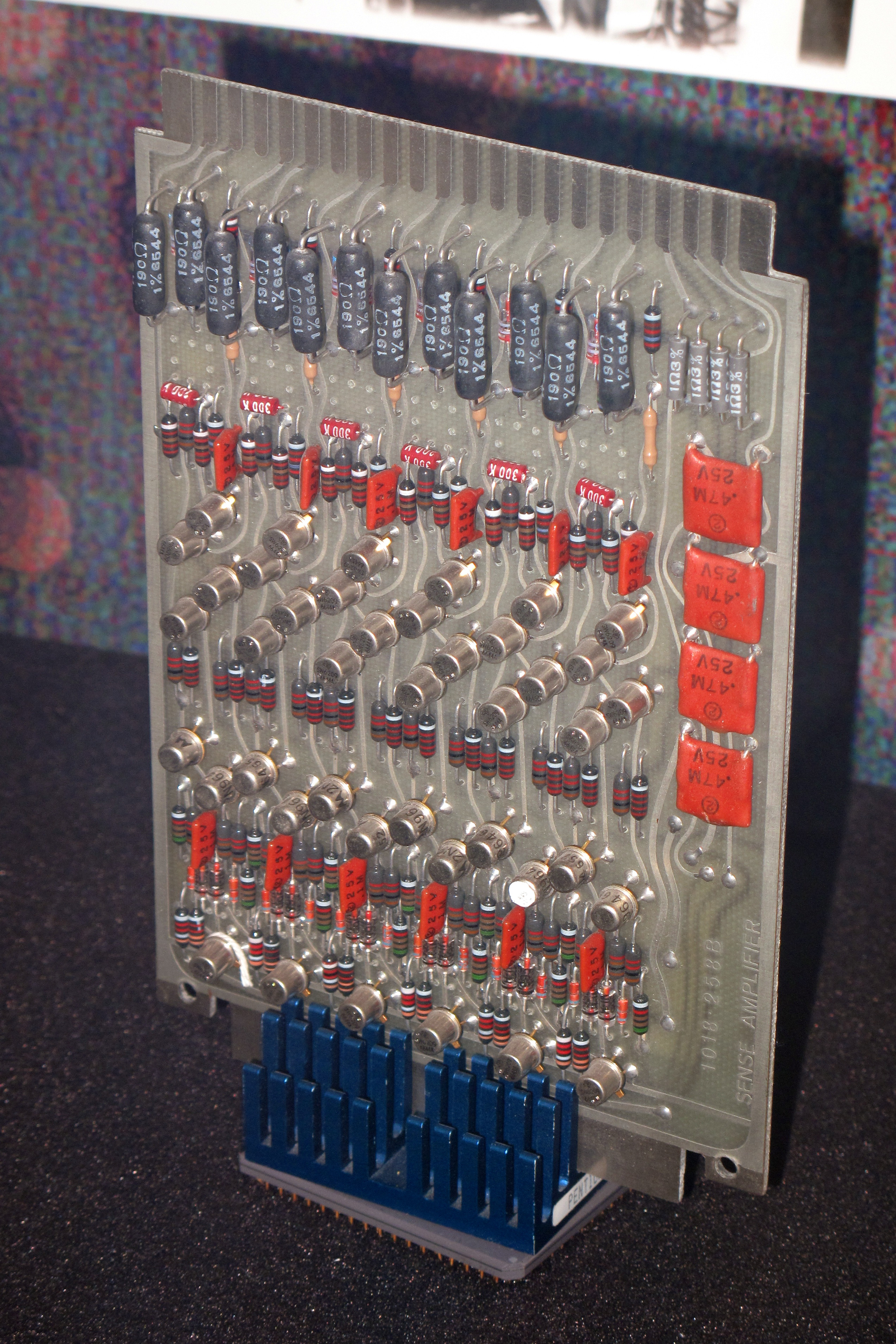
ILLIAC III の回路基板
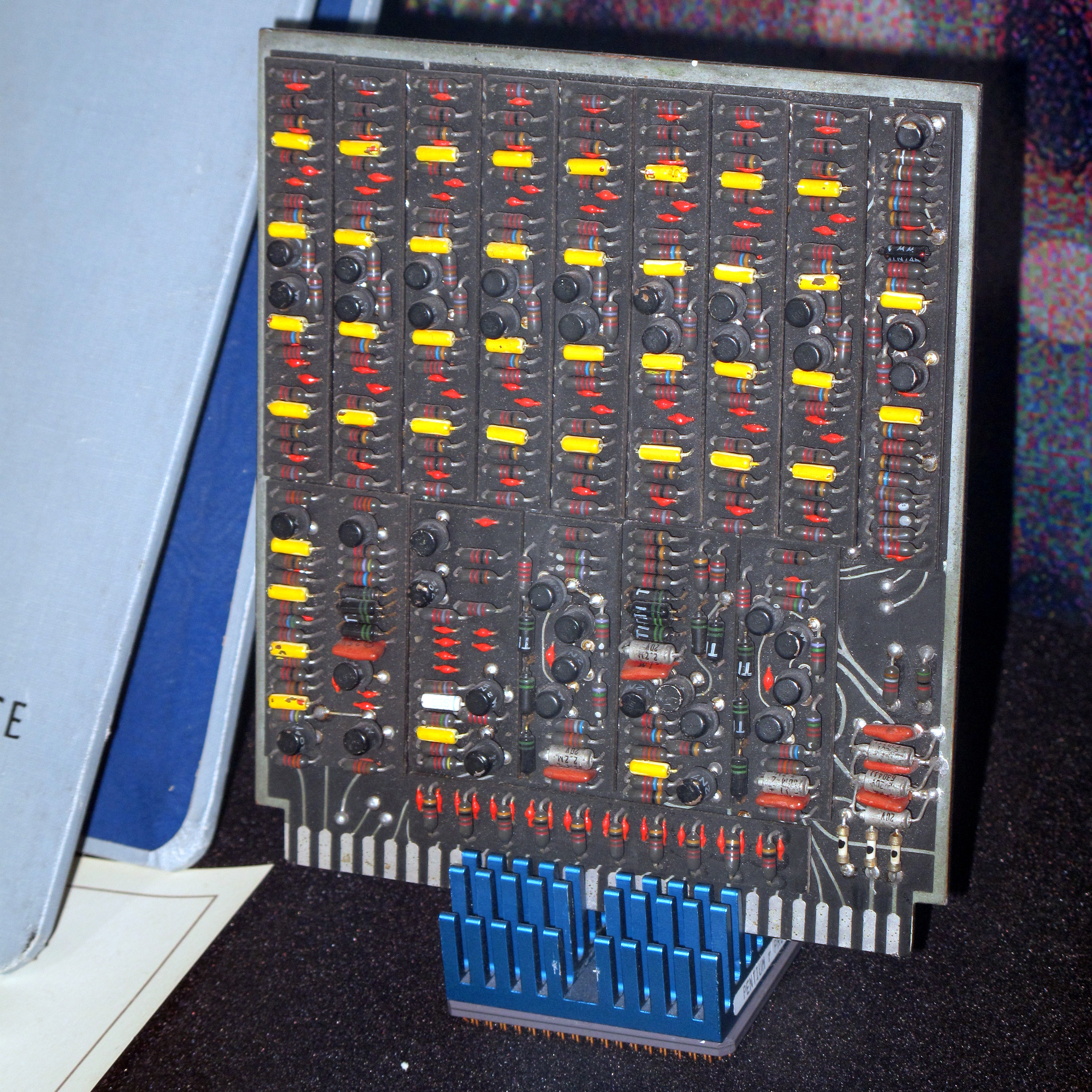
ILLIAC III の回路基板
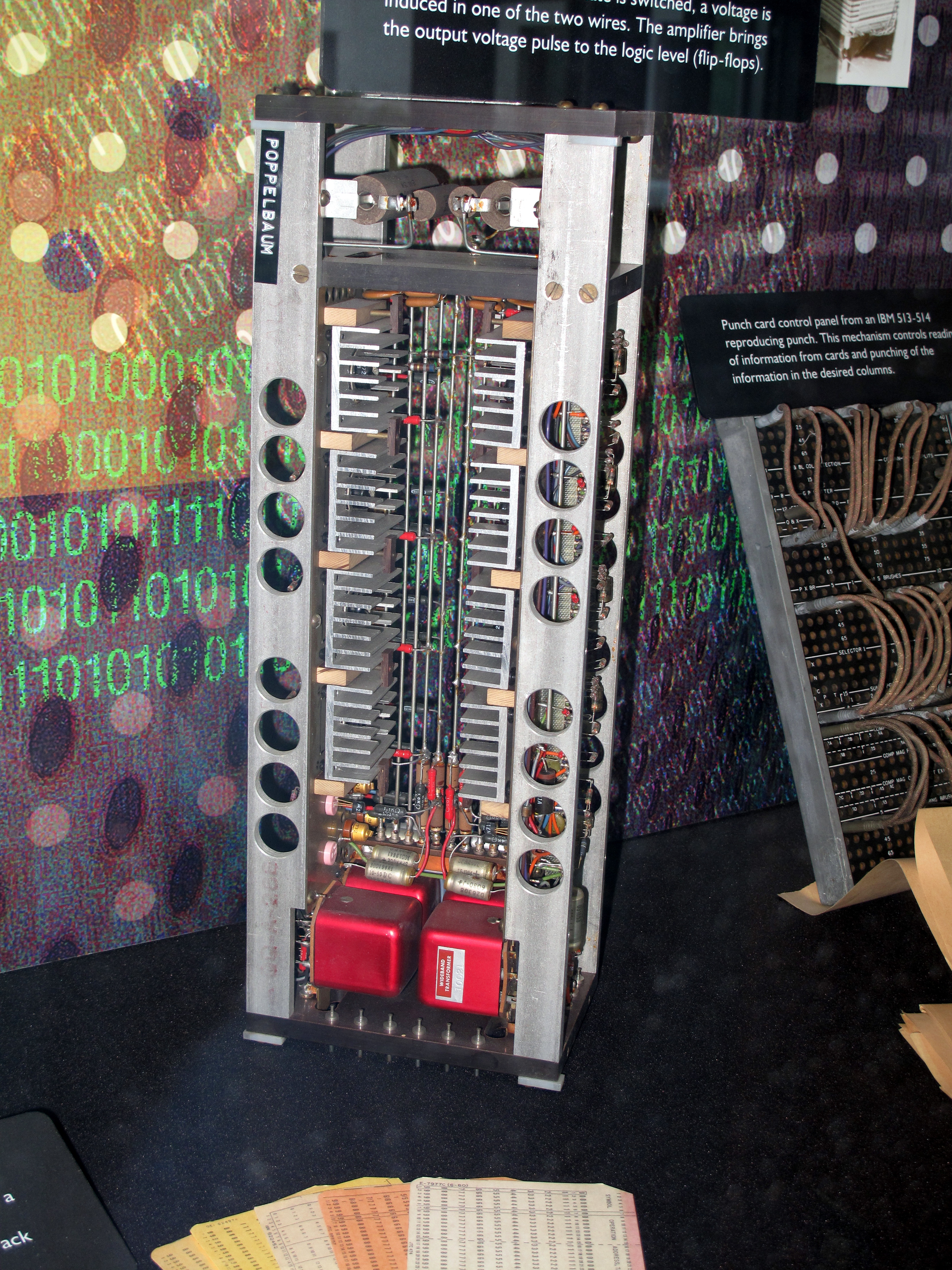
ILLIAC III の回路基板